# Ian Holm
Ian Holm, właśc. sir Ian Holm Cuthbert (ur. 12 września 1931 w Goodmayes, zm. 19 czerwca 2020 w Londynie) – brytyjski aktor filmowy i teatralny.

## Życiorys
Był absolwentem Royal Academy of Dramatic Art (1953). Zanim zadebiutował w telewizji i na ekranie kinowym był gwiazdą Royal Shakespeare Company. W filmie zaczął pojawiać się regularnie pod koniec lat 60., jednak pierwsze większe role zagrał dopiero dekadę później, w Obcym Ridleya Scotta i Rydwanach ognia Hugh Hudsona. Kreacja lekkoatletycznego trenera Sama Mussabiniego w drugim z tych filmów przyniosła mu nominację do Nagroda Akademii Filmowej. W tym samym, 1981 roku, zagrał Lecha Wałęsę w telewizyjnym Strike: The Birth of Solidarity.
Jego filmowa kariera nabrała przyśpieszenia. W latach 80. zagrał m.in. w takich produkcjach jak Greystoke (1984) czy Brazil (1985). Wystąpił w ekranizacjach dzieł Williama Shakespeare’a Henryku V (1989) i Hamlecie (1990). Inne znaczące pozycje filmowe, w których się pojawia to Nagi lunch (1991), Szaleństwo króla Jerzego (1994), Piąty element (1997) czy Pan życia i śmierci (2005). Szczególną popularność przyniosła mu rola Bilba Bagginsa w filmowej adaptacji Władcy Pierścieni Johna Ronalda Reuela Tolkiena.
W 1998 otrzymał tytuł szlachecki.

## Filmografia
- Britannic w niebezpieczeństwie (Juggernaut 1974)
- Powrót Robin Hooda (Robin and Marian 1976) jako Król Jan[2]
- Jezus z Nazaretu (Jesus of Nazareth 1977)
- Obcy – ósmy pasażer Nostromo (Alien 1979) jako oficer naukowy Ash
- Na Zachodzie bez zmian (All Quiet on the Western Front 1979)
- Rydwany ognia (Chariots of Fire 1981)
- Strajk, narodziny Solidarności (Strike, the Birth of Solidarity 1981) jako Lech Wałęsa [3]
- Powrót żołnierza (The Return of the Soldier 1982)
- Brazil (1985)
- Henryk V (Henry V 1989)
- Hamlet (1990)
- Nagi lunch (Naked lunch 1991)
- Szaleństwo króla Jerzego (The Madness of King George 1994)
- Frankenstein (1994)
- Piąty element (The Fifth Element 1997)
- eXistenZ (1999)
- Z piekła rodem (From Hell 2001)
- Władca Pierścieni: Drużyna Pierścienia jako Bilbo Baggins (The Lord of the Rings: The Fellowship of the Ring 2001)
- Władca Pierścieni: Powrót króla jako Bilbo Baggins (The Lord of the Rings: The Return of the King 2003)
- Pojutrze (The Day After Tomorrow 2004)
- Pan życia i śmierci (Lord of War 2005)
- Ratatuj jako Szponder (2007)
- Hobbit: Niezwykła podróż jako stary Bilbo Baggins (2012)
- Hobbit: Bitwa Pięciu Armii jako stary Bilbo Baggins (2014)